# Роберт Рекорд
Роберт Рекорд (англ. Robert Recorde) — валлійський лікар та математик. Винайшов знак рівності (=), а також представив уже існуючий знак додавання (+) для носіїв англійської мови.

## Біографія
Народився у 1512 році у поважній сім'ї у місті Тенбі. 1525 року вступив до Оксфордського університету. Обравши професію лікаря, у 1545 році вирушив до Кембриджського університету для здобуття Докторського ступеня у галузі медицини. Після цього він повернувся в Оксфорд, де викладав математику, він робив це до свого переходу у Кембридж. Пізніше Рекорд переїхав до Лондону, де був лікарем короля Едуарда IV та королеви Марії, котрим присвячені декілька його книг. В цей же самий час керував роботою Королівського монетного двору і обіймав посаду «Намісника шахт та грошей» в Ірландії. Був заарештований після притягання до суду політичним ворогом за обвинувачення у наклепі. Помер Роберт Рекорд у в'язниці «Лави короля» у середині червня 1558 року.

## Публікації

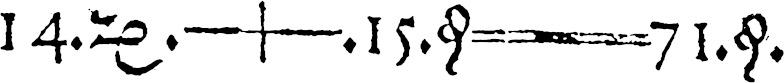
Перше відоме рівняння: запис 14x+15=71 в сучасному синтаксисі.

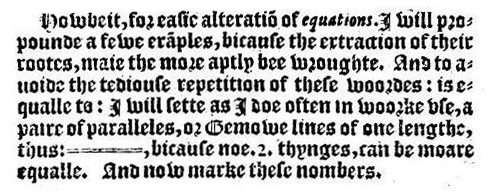
Запровадження Рекордом знаку "="

Рекорд опублікував декілька книг у галузях математики та медицини. Більшість матеріалів були викладені у формі діалогу між вчителем та учнем, як наприклад наступні книги:
- «Основи мистецтва» — вчить роботі з цілими та дробовими числами. Перша друкована англомовна книга з алгебри (1543 рік).
- «Шлях до знань» — містить Перші Принципи Геометрії, навчає використовувати засоби Геометрії та астрономії (Лондон 1556 рік).
- «The Whetstone of Witte[en]» — книга у якій вперше був використаний знак рівності. Також цю книжку вважають початком розвитку алгебри у Англії (1557 рік).